# Weilersbach
Weilersbach település Németországban, azon belül Bajorországban. Lakosainak száma 2039 fő (2023. december 31.).

## Népesség
A település népessége az elmúlt években az alábbi módon változott:
| Lakosok száma | 1625 | 1557 | 2024 | 2053 | 2032 | 2031 | 2019 | 2014 | 2058 | 2039 |
|               | 1970 | 1975 | 2011 | 2012 | 2014 | 2015 | 2017 | 2019 | 2022 | 2023 |